# Kelvinbridge (metropolitana di Glasgow)
Kelvinbridge è una stazione dell'unica linea della metropolitana di Glasgow che serve i quartieri di Woodlands, Woodside e Hillhead. Si trova vicino a un ponte sull'omonimo fiume, da cui prende il nome, ed è una delle due stazioni che servono il Kelvingrove Park, l'altra è Kelvinhall.
È stata aperta il 14 dicembre 1896 insieme al resto della linea e in origine l'ingresso si trovava sul fronte di un edificio. In seguito ad una modernizzazione avvenuta negli anni 1977–1980, è stato costruito un nuovo ingresso e un parcheggio scambiatore, mentre il vecchio ingresso è ora adibito a uscita di emergenza. Mantiene la struttura originale con banchina mediana ed è la stazione più frequentata con questa configurazione.
A causa della sua vicinanza con il fiume Kelvin, è la stazione più profonda della metropolitana ed in origine si estendeva, tramite un condominio, su South Woodside Road, con accessi a Great Western Road e con una scala in ferro, fino all'omonimo ponte. A seguito della modernizzazione, una biglietteria in superficie costruita ad hoc offre accesso diretto all'entrata principale da Great Western Road tramite un ascensore in vetro. La stazione può contare su un parcheggio per auto, costruito presso la stazione ferroviaria di Kelvinbridge, sulla linea da Stobcross a Maryhill Central.

## Interscambi
La stazione è collegata con i seguenti trasporti pubblici:
- fermata autobus urbani

## Servizi
La stazione dispone di:
- biglietteria automatica